# Kai Holm
Kai Holm, född 4 mars 1896, död 10 juli 1985, var en dansk skådespelare.

## Rollista i urval
- 1927 – Kärlek, knep och knalleffekter
- 1928 – Tjusiga tokars talanger
- 1931 – På Petterssonskans pensionat
- 1931 – Prästen i Vejlby
- 1934 – Nøddebo Præstegård
- 1934 – På väg till paradiset
- 1946 – Ditte människobarn
- 1963 – Dammsugarligan
- 1964 – Bocken oroar stan
- 1967 – Onkel Joakims hemmelighed